# Hesperiidae
Pour les articles homonymes, voir Hespéride.
Famille
Sous-familles de rang inférieur
- Coeliadinae
- Euschemoninae
- Eudaminae
- Pyrginae
- Heteropterinae
- Trapezitinae
- Hesperiinae

Les hespéridés (Hesperiidae) forment une famille de lépidoptères (papillons) de la super-famille des Papilionoidea. 

## Dénomination
Cette famille a été décrite par Pierre-André Latreille en 1809.
Son nom dérive de celui du genre Hesperia, décrit par Johan Christian Fabricius en 1793 en référence aux Hespérides, nymphes de la mythologie grecque. En français, seules certaines espèces de cette famille sont appelées des Hespéries. En anglais, ils sont nommés skippers (voir en:Skipper (butterfly)), en référence à leur vol rapide, erratique et souvent proche du sol.

## Systématique

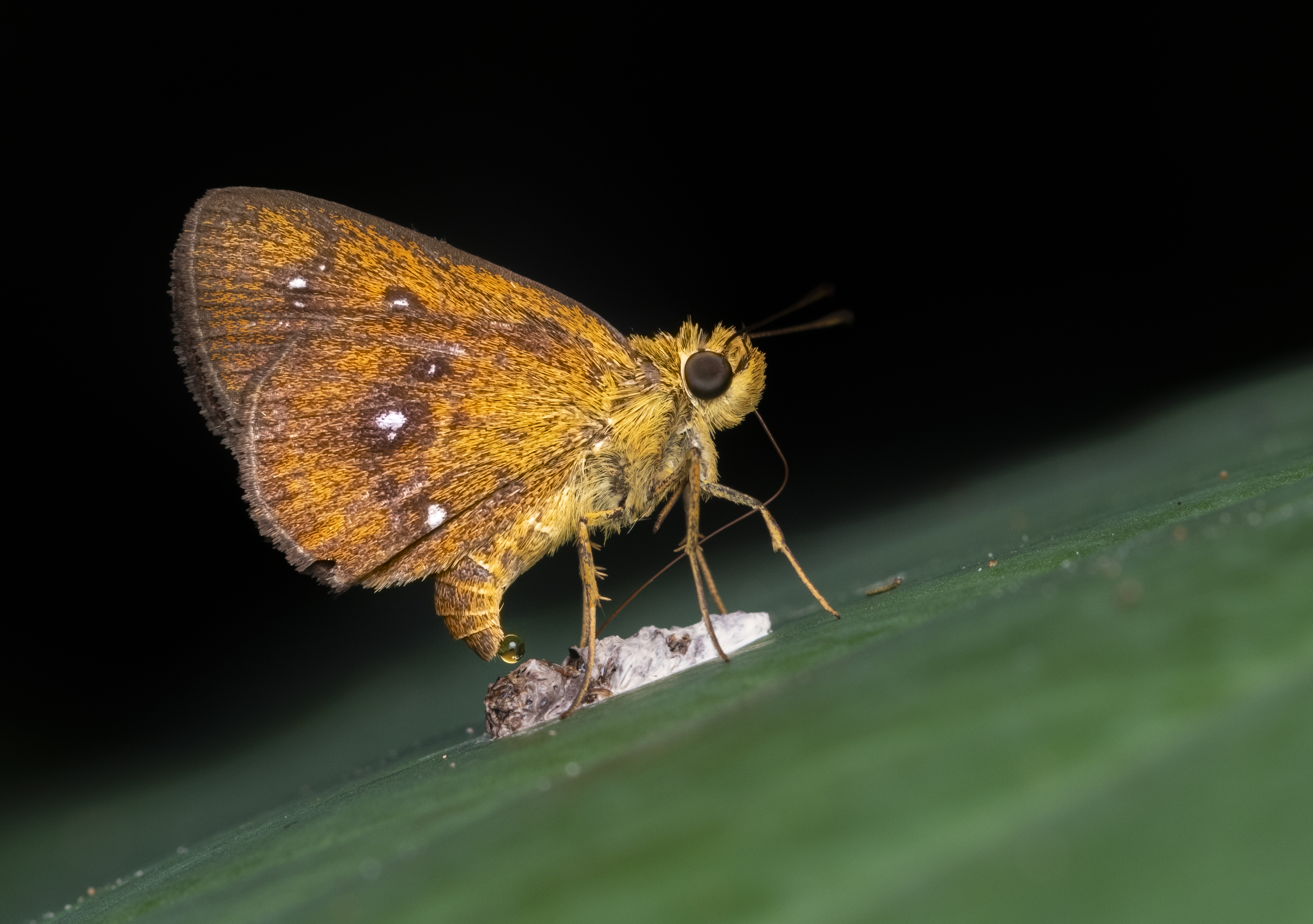
Lambrix salsala, des Lambrix, des Hesperiidae. Juillet 2022.

### Position au sein des lépidoptères
La famille des Hesperiidae a longtemps été placée dans la super-famille des Hesperioidea, dont elle constituait l'unique famille. L'association des super-familles des Hesperioidea et Papilionoidea formait alors le sous-ordre des rhopalocères (ou « papillons de jour »). 
Cependant, les progrès de la phylogénie moléculaire remettent en cause cette classification : des études récentes montrent en effet que la famille des Hesperiidae doit être placée dans la super-famille des Papilionoidea (laquelle coïncide dès lors avec la notion obsolète de rhopalocères) tandis que la super-famille des Hesperioidea n'a plus lieu d'être.
Phylogénie des familles actuelles de la super-famille des Papilionoidea, d'après Heikkilä et al., 2012, et Espeland et al., 2018 :
|  | Hedylidae   |
|  |             |
|  | Hesperiidae |
|  |             |

|  | Nymphalidae                                               |
|  |                                                           |
|  | \| \| Riodinidae \| \| \| \| \| \| Lycaenidae \| \| \| \| |
|  |                                                           |
|  | Riodinidae                                                |
|  |                                                           |
|  | Lycaenidae                                                |
|  |                                                           |

|  | Riodinidae |
|  |            |
|  | Lycaenidae |
|  |            |

|  | Nymphalidae                                               |
|  |                                                           |
|  | \| \| Riodinidae \| \| \| \| \| \| Lycaenidae \| \| \| \| |
|  |                                                           |
|  | Riodinidae                                                |
|  |                                                           |
|  | Lycaenidae                                                |
|  |                                                           |

|  | Riodinidae |
|  |            |
|  | Lycaenidae |
|  |            |

|  | Hedylidae   |
|  |             |
|  | Hesperiidae |
|  |             |

|  | Nymphalidae                                               |
|  |                                                           |
|  | \| \| Riodinidae \| \| \| \| \| \| Lycaenidae \| \| \| \| |
|  |                                                           |
|  | Riodinidae                                                |
|  |                                                           |
|  | Lycaenidae                                                |
|  |                                                           |

|  | Riodinidae |
|  |            |
|  | Lycaenidae |
|  |            |

|  | Nymphalidae                                               |
|  |                                                           |
|  | \| \| Riodinidae \| \| \| \| \| \| Lycaenidae \| \| \| \| |
|  |                                                           |
|  | Riodinidae                                                |
|  |                                                           |
|  | Lycaenidae                                                |
|  |                                                           |

|  | Riodinidae |
|  |            |
|  | Lycaenidae |
|  |            |

|  | Hedylidae   |
|  |             |
|  | Hesperiidae |
|  |             |

|  | Nymphalidae                                               |
|  |                                                           |
|  | \| \| Riodinidae \| \| \| \| \| \| Lycaenidae \| \| \| \| |
|  |                                                           |
|  | Riodinidae                                                |
|  |                                                           |
|  | Lycaenidae                                                |
|  |                                                           |

|  | Riodinidae |
|  |            |
|  | Lycaenidae |
|  |            |

|  | Nymphalidae                                               |
|  |                                                           |
|  | \| \| Riodinidae \| \| \| \| \| \| Lycaenidae \| \| \| \| |
|  |                                                           |
|  | Riodinidae                                                |
|  |                                                           |
|  | Lycaenidae                                                |
|  |                                                           |

|  | Riodinidae |
|  |            |
|  | Lycaenidae |
|  |            |

|  | Hedylidae   |
|  |             |
|  | Hesperiidae |
|  |             |

|  | Nymphalidae                                               |
|  |                                                           |
|  | \| \| Riodinidae \| \| \| \| \| \| Lycaenidae \| \| \| \| |
|  |                                                           |
|  | Riodinidae                                                |
|  |                                                           |
|  | Lycaenidae                                                |
|  |                                                           |

|  | Riodinidae |
|  |            |
|  | Lycaenidae |
|  |            |

|  | Nymphalidae                                               |
|  |                                                           |
|  | \| \| Riodinidae \| \| \| \| \| \| Lycaenidae \| \| \| \| |
|  |                                                           |
|  | Riodinidae                                                |
|  |                                                           |
|  | Lycaenidae                                                |
|  |                                                           |

|  | Riodinidae |
|  |            |
|  | Lycaenidae |
|  |            |

### Classification interne

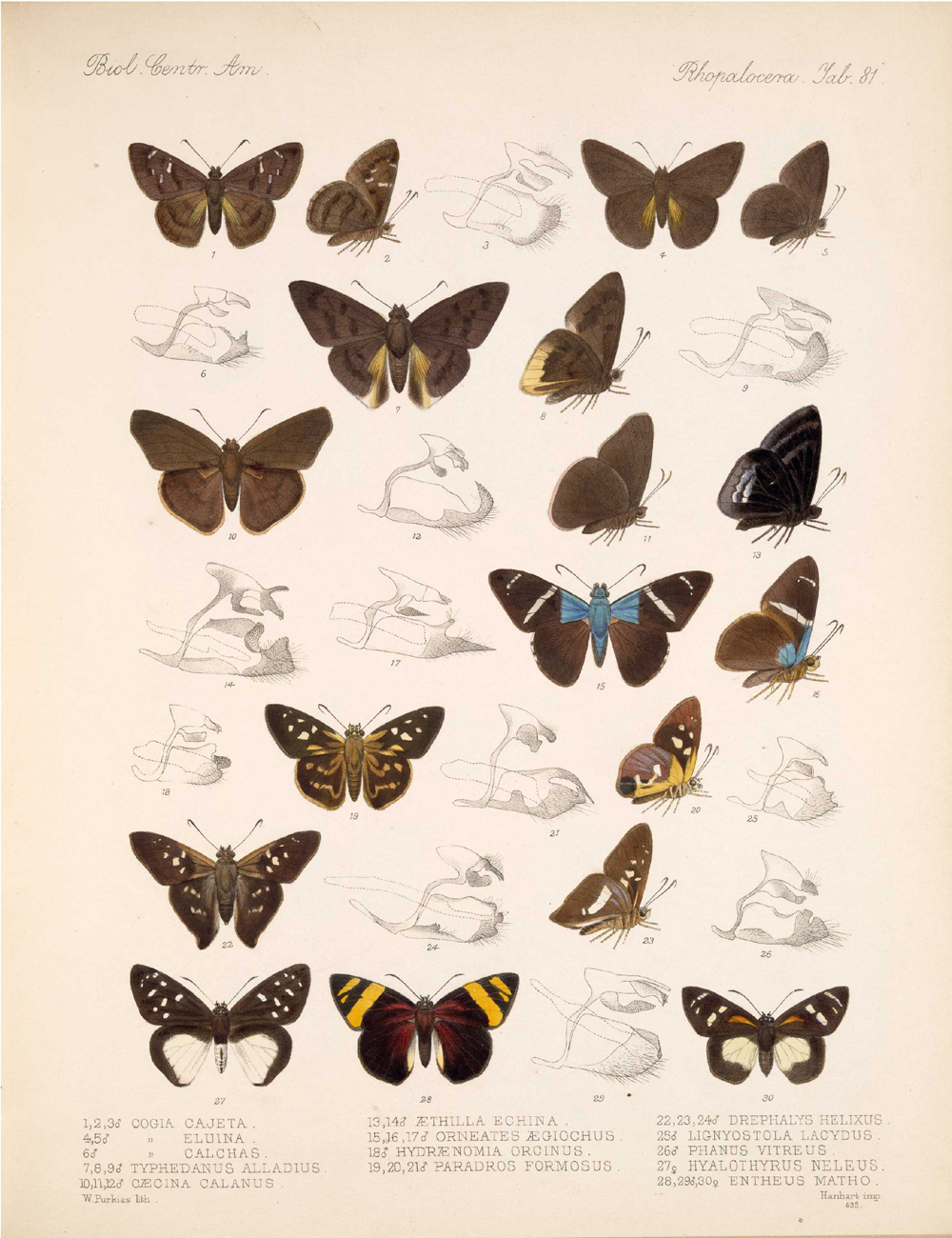
Hesperiidae d'Amérique du Nord

Les études phylogénétiques les plus récentes menées par Warren et al. reconnaissent l'existence de 7 sous-familles au sein des Hesperiidae, :
- Coeliadinae Evans, 1937 ;
- Euschemoninae Kirby, 1897 ;
- Eudaminae Mabille, 1877 ;
- Pyrginae Burmeister, 1878 ;
- Heteropterinae Aurivillius, 1925 ;
- Trapezitinae Waterhouse & Lyell, 1914 ;
- Hesperiinae Latreille, 1809.

Leurs relations de parenté sont illustrées par l'arbre phylogénétique suivant :

## Caractéristiques[6]
Cette famille est constituée de petits papillons robustes, qui possèdent une grosse tête et un thorax élargi et qui se différencient des autres familles de papillons par les caractères suivants :
- leurs antennes très séparées à la base, généralement terminées en pointe et recourbées en forme de crochet ;
- les nervures de l'aile antérieure ne présentent aucune ramification. Toutes partent de la base de l'aile ou de la cellule et atteignent le bord de l'aile sans se diviser. Ils possèdent sur cette aile cinq nervures radiales, qui partent toutes de la cellule.

La plupart des papillons de cette famille ont des couleurs ternes brunes, grises ou noires ; seuls quelques-uns ont une livrée colorée.
Les chenilles sont cylindriques. Elles ont une grosse tête accentuée par un cou étroit, avec pour certains genres, un « collier » de points blancs ou jaunes, juste derrière la tête.
Pour toutes les espèces européennes dont la biologie est connue, les larves vivent protégées dans des feuilles qu'elles enroulent et fixent avec des fils de soie. La structure de ces abris peut se modifier au cours du développement de la larve. Ils servent également de sites d'hivernage (hibernaculum) ou de nymphose.

## Importance et répartition

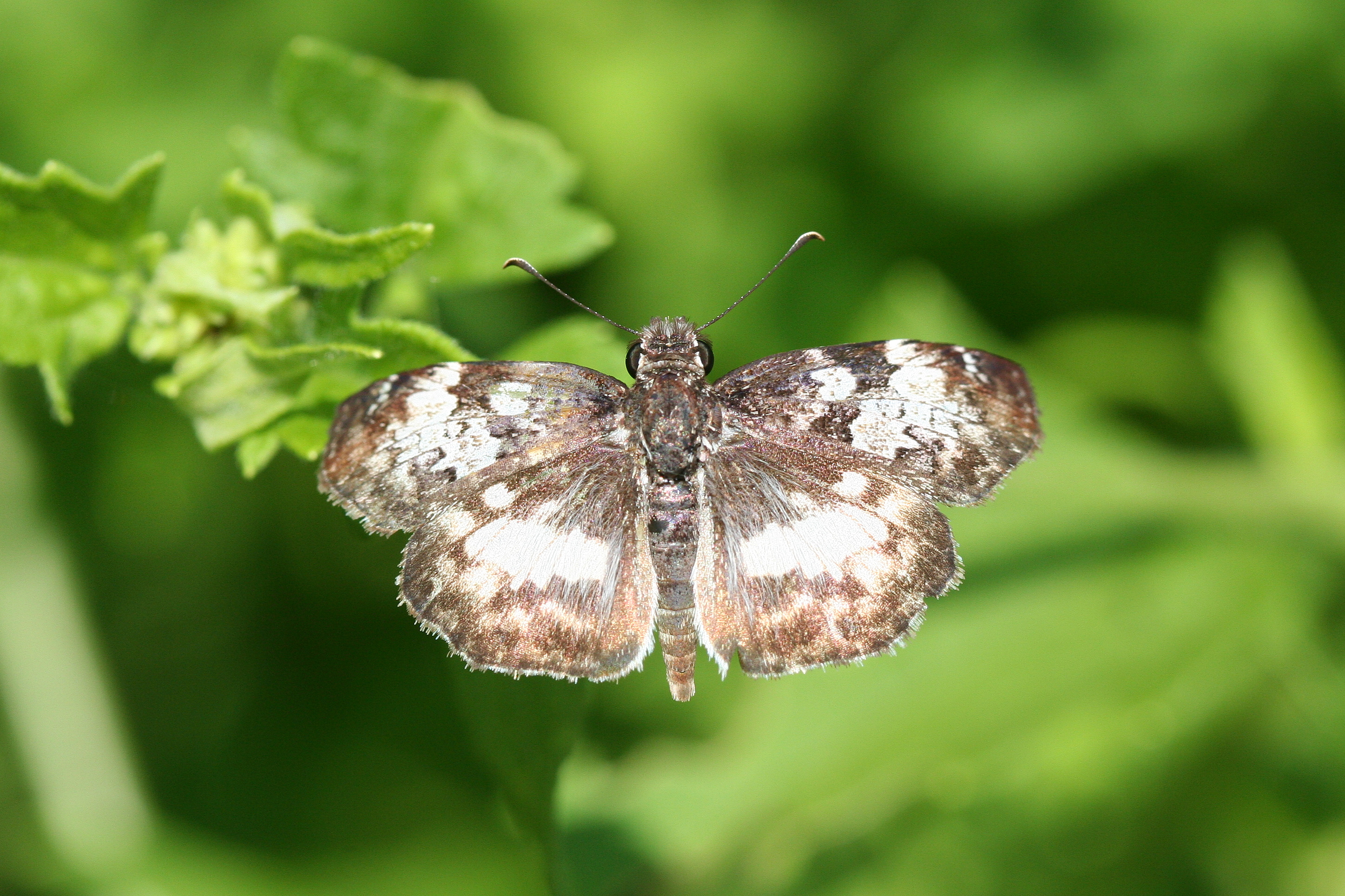
Chiomara georgina, espèce américaine répandue du Nord de l'Argentine au Sud du Texas.

Cette famille a une distribution cosmopolite et comprend près de 3 500 espèces, avec un maximum de diversité dans la région néotropicale où vivent près de la moitié des espèces connues.